# Palmer's ELP Live in the USA 2014
Palmer's ELP Live in the USA 2014, è il  primo album dei Carl Palmer's ELP Legacy, gruppo britannico di rock progressivo; è il loro terzo album dal vivo.

## Il disco
L'album è interamente formato da brani degli Emerson, Lake and Palmer, eccetto 21st Century Schizoid Man.

## Tracce
1. Rondeau Des Indes Galantes
2. Ride Of The Valkyries
3. Toccata And Fugue In D Minor
4. Mars The God Of War
5. 21st Century Schizoid Man
6. Tarkus
7. America
8. Knife Edge
9. Trilogy

## Formazione
- Paul Bielatowicz - voce, chitarra
- Simon Fitzpatrick - basso
- Carl Palmer - batteria